# هانس شميت (كاهن كاثوليكي)
هانس شميت (بالألمانية: Hans Schmidt) هو كاهن كاثوليكي ألماني، ولد في 15 يونيو 1881 في أشافنبورغ في ألمانيا، وتوفي في 18 فبراير 1916 في أوسينينغ في الولايات المتحدة بسبب صعق كهربائي.